# Saginaw, Texas
Saginaw är en ort i Tarrant County i Texas.  Vid 2010 års folkräkning hade Saginaw 19 806 invånare.